# Siphonodon pendulum
Siphonodon pendulum är en benvedsväxtart som beskrevs av F. M. Bailley. Siphonodon pendulum ingår i släktet Siphonodon och familjen Celastraceae. Inga underarter finns listade.